# Denton, Cambridgeshire
Denton är en by i civil parish Denton and Caldecote, i distriktet Huntingdonshire, i grevskapet Cambridgeshire i England. Byn är belägen 18 km från Huntingdon. Denton var en civil parish fram till 1935 när blev den en del av Denton and Caldecote. Civil parish hade 76 invånare år 1931. Byn nämndes i Domedagsboken (Domesday Book) år 1086, och kallades då Dentone.